# Wilhelm Rüstow
Friedrich Wilhelm Rüstow (Brandenburg an der Havel, 25 mei 1821 - Aussersihl, 14 augustus 1878) was een in Pruisen geboren Zwitsers soldaat en militair auteur die vooral bekend is geworden als vrijheidsstrijder en revolutionair. Hij was tevens de grootoom van Alexander Rüstow.
Na enkele jaren in het Pruisische Leger te hebben gediend, bracht hij in 1847 een pamflet uit getiteld Brief eines demokratischen Offiziers an die Männer des Volkes. Een jaar later nam hij deel aan de Maartrevolutie. Om die redenen werd hij op 25 november 1848 uit zijn dienst ontheven en moest hij een aantal keer voor de militaire rechtbank verschijnen. Op 29 december 1849 verscheen van zijn hand Der deutsche Militärstaat vor und während der Revolution, waarna hij werd gearresteerd en er beslag werd gelegd op zijn boeken. Op 7 maart 1850 werd hij in Posen (het huidige Poznań) veroordeeld tot anderhalf jaar gevangenisstraf wegens opruiend gedrag en majesteitsschennis. Ook verloor hij zijn kokarde en de rang van officier.
Op bevel van Frederik Willem IV van Pruisen werd de zaak door het krijgsgerecht in Szczecin (destijds Stettin geheten) nogmaals bekeken. Op 30 juni 1850 ontvluchtte Rüstow de gevangenis en vluchtte naar Zwitserland. Op 6 augustus werd hij - onder andere wegens hoogverraad - bij verstek veroordeeld tot 31,5 jaar gevangenisstraf en aansluitend politietoezicht.
Tijdens zijn ballingschap in Zwitserland schreef Rüstow in Aussersihl een hele serie verhandelingen over de oorlogen van zijn tijd, oorlogstheorieën en een militair naslagwerk. Ook onderhield hij correspondentie met andere Duitse emigranten, zoals Georg Herwegh en Hermann Köchly. In 1853 trad hij als instructeur toe tot het Zwitserse leger.
In 1856 mislukte een verzoek om gratie voor hem.
In 1857 trad hij in het huwelijk en kreeg vier kinderen, van wie er twee bleven leven.
In de zomer van 1860 begon hij deel te nemen aan de Tweede Italiaanse Onafhankelijkheidsoorlog. Op 19 september boekte hij een overwinning bij Capua, op 1 oktober bij Napels. In 1864 werd hij de persoonlijke secondant van Ferdinand Lassalle. Hij was getuige van diens dood in een duel in Genève.
Gedurende de laatste jaren van zijn leven raakte Rüstow in financiële nood. In oktober 1877 werd in Zürich een leerstoel krijgswetenschap opgericht. Even leek het erop dat deze leerstoel naar Rüstow zou gaan, maar uiteindelijk kreeg Emil Rothpletz hem. Wanhopig geworden pleegde Rüstow ten slotte op 14 augustus 1878 zelfmoord in zijn woning in Aussersihl.